# Epactoides perinetanus
Epactoides perinetanus là một loài bọ cánh cứng trong họ Bọ hung (Scarabaeidae).